# Église Saint-Nicolas de Lislet
L'église Saint-Nicolas de Lislet est une église située à Lislet, en France.

## Localisation
L'église est située sur la commune de Lislet, dans le département de l'Aisne.

## Historique
Le patronage de la cure (possibilité de présenter à l'évêque, pour qu'il l'ordonne, le desservant d'une église) de Saint-Nicolas de Lislet appartenait au chapitre de la collégiale de Rozoy, qui dîmait dans cette paroisse pour deux tiers et le curé, pour l'autre tiers. En 1768, la cure valait 525 livres.